# 沖縄県立小禄高等学校
沖縄県立小禄高等学校（おきなわけんりつ おろくこうとうがっこう）は、沖縄県那覇市鏡原町にある公立高等学校。

## 概要
1963年に開校し、全日制課程で普通科設置。普通科は普通コース、情報ビジネスコース、芸術教養コースがあり、普通コースには特進クラスが設けられている。
現在は部活動が盛んな学校であり、人気校である。

## 学科・コース
- 普通科
  - 普通コース:7クラス(内1クラスは特進クラス)
    - 「文系」「理系」の２類型と「特進クラス」で構成し、国公立及び私立大学入試に対応できる学力を養成する。
    - 県教育委員会の過大規模校の適正規模化に伴い2018年度入学生から１学級減。

  - 情報ビジネスコース:1クラス
    - 情報処理技術の修得と文系大学等の進学に対応出来る能力を育成する。

  - 芸術教養コース:1クラス
    - 音楽専攻
    - 美術専攻
    - 書道専攻　
      - 音楽、美術、書道、それぞれの専攻を３年間、専門的に学んでいく。

### 過去に存在した学科・コース
- 家政科
- 普通科 英語コース
  - 2018年度入学生募集から県教育委員会の過大規模校の適正規模化に伴い募集停止。

## 交通
モノレール
- 奥武山公園駅より徒歩4分。

バス
| 運行事業者   | 路線・系統                                             | 下車停留所                                |
| ------------ | ------------------------------------------------------ | ----------------------------------------- |
| 那覇バス     | 17番・石嶺（開南）線                                   | 奥武山公園駅前、徒歩3分                   |
| 那覇バス     | 446・那覇糸満線                                        | 小禄入口、徒歩3分 山下、徒歩5分           |
| 那覇バス     | 9番・小禄石嶺線 11番・安岡宇栄原線 101番・平和台安謝線 | 奥武山公園駅前、徒歩3分 小禄入口、徒歩3分 |
| 琉球バス交通 | 105番・豊見城市内一周線                                | 奥武山公園駅前、徒歩3分 小禄入口、徒歩3分 |
| 琉球バス交通 | 55番・牧港線 88番・宜野湾線 98・琉大（バイパス）線     | 小禄入口、徒歩3分 山下、徒歩5分           |

## 著名な出身者
- 友寄正人（プロ野球審判員）
- 照屋眞勝（豊見城市議会議員、元海上自衛隊幹部　防衛大学校22期）
- 白承豪（弁護士、日本弁護士連合会副会長、在日コリアン弁護士協会代表）
- 八木明人（武道家、映画俳優、ロックバンド『琉球FREESTYLE』ボーカル）
- 砂辺光久（プロ格闘家）
- 平良達郎（プロ格闘家）
- 石川真生（写真家）
- 親泊健（ジャーナリスト）
- 徳元次人（豊見城市長）
- 宮里哲（座間味村長）
- 伊志嶺勲（(株)アメニティ代表取締役社長）
- ji ma ma（歌手）
- 中村聡（那覇セントラルホテル代表取締役社長）
- 宮平享奈緒（吉本興業所属。セブンbyセブン)
- 神谷和人（お笑い芸人）
- 弘瀬 智己（お笑い芸人。沖縄お笑い事務所『オリジン・コーポレーション』所属）
- 渡名喜幸子 (ロックバンド『FLiP』ギターボーカル)
- 宮城佐野香 (ロックバンド『FLiP』ベース)
- 玉城裕未 (ロックバンド『FLiP』ドラム)
- Anly (シンガーソングライター)
- 与那嶺瑠唯(『THE RAMPAGE from EXILE TRIBE』 パフォーマー)
- 神谷健太(『THE RAMPAGE from EXILE TRIBE』 パフォーマー)
- 上良潤起（プロバスケットボール選手）
- 金原亭杏寿 (落語家)
- NANAE（アーティスト、7!!、seven oops）
- MAIKO（アーティスト、7!!、seven oops）